# Heerlijkheid Mariënwaerdt
De Heerlijkheid Mariënwaerdt is een landgoed bij de Gelderse plaats Beesd. Het is ca. 900 ha. groot en bestaat uit akkers, weiden, grienden, bossen en lanen. De gebiedsgrenzen zijn sinds 1734 ongewijzigd gebleven. Tweeëndertig onderdelen van het landgoed, vooral bouwwerken en objecten, maar ook tuinaanleg, zijn opgenomen in het register van rijksmonumenten.

## Naam
Mariënwaerdt betekent 'Waard van Maria'. Een waard is een door water omsloten gebied. De term Heerlijkheid in de naam verwijst naar de heerlijke rechten die vanaf 1734 aan het landgoed verbonden waren. Het betrof hier het jacht-, pacht- en visrecht en het beheer van wegen en watergangen.

## Geschiedenis
Na de Reformatie werden de goederen van de verwoeste norbertijnerabdij Marienweerd beheerd door Gedeputeerde Staten van het Kwartier van Nijmegen, deze besloten in het begin van de 18e eeuw tot verkoop. In 1734 kwam het goed in handen van de A.O.R.F. graaf Van Bylandt (1688-1768). Een dochter van O.W.A. graaf van Bylandt, heer van Mariënweerd enz. (1794-1882) trouwde in 1850 met een baron Van Balveren via welke het in 1944, door huwelijk, aan de familie Van Verschuer kwam welke het nog steeds bezit. Het huis werd tussen 1734 en 1790 gebouwd op de gewelven van de voormalige abdij. Onder het huis is het middeleeuwse refectorium bewaard gebleven. Op het landgoed is een aantal pachtboerderijen. 

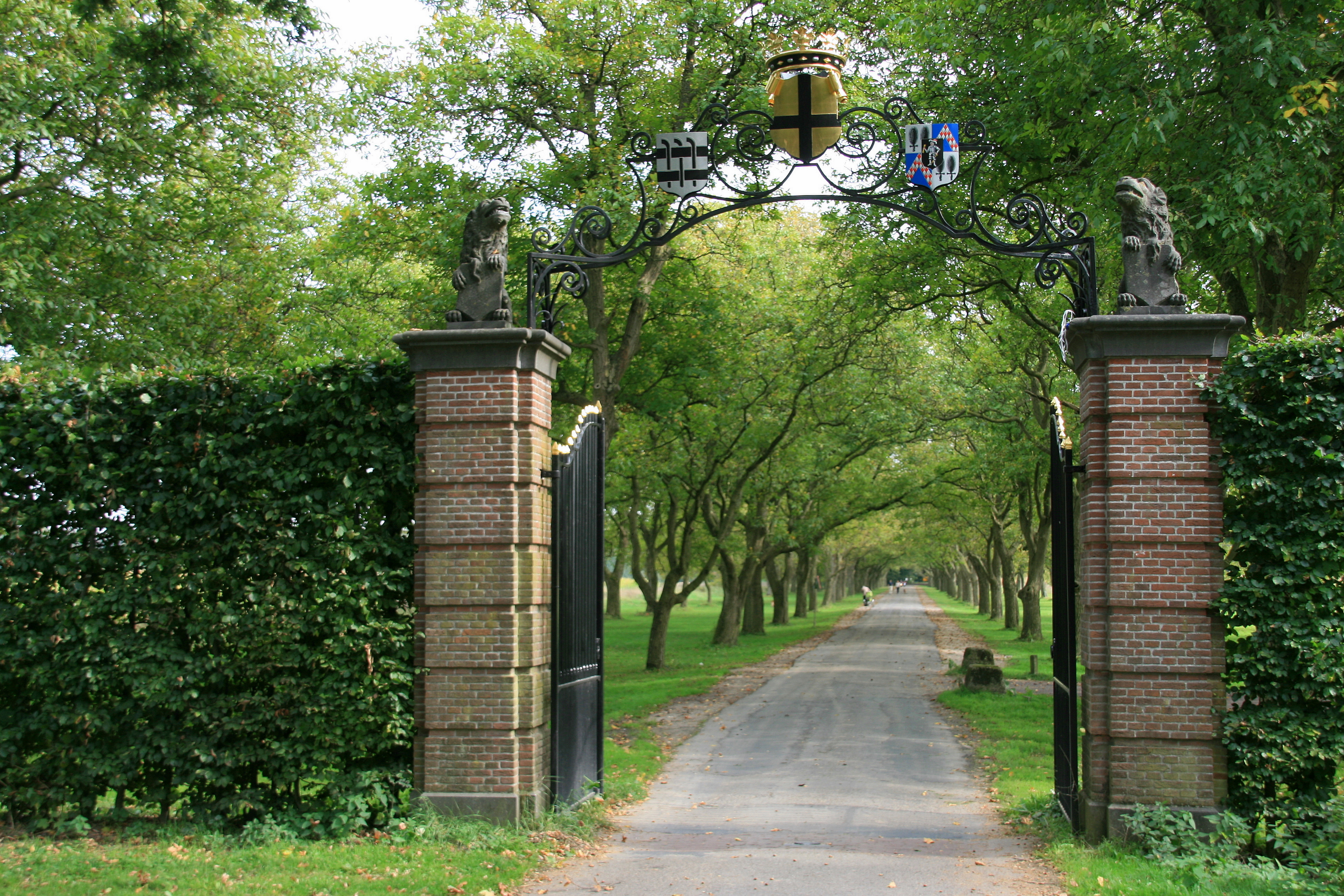
Toegangshek
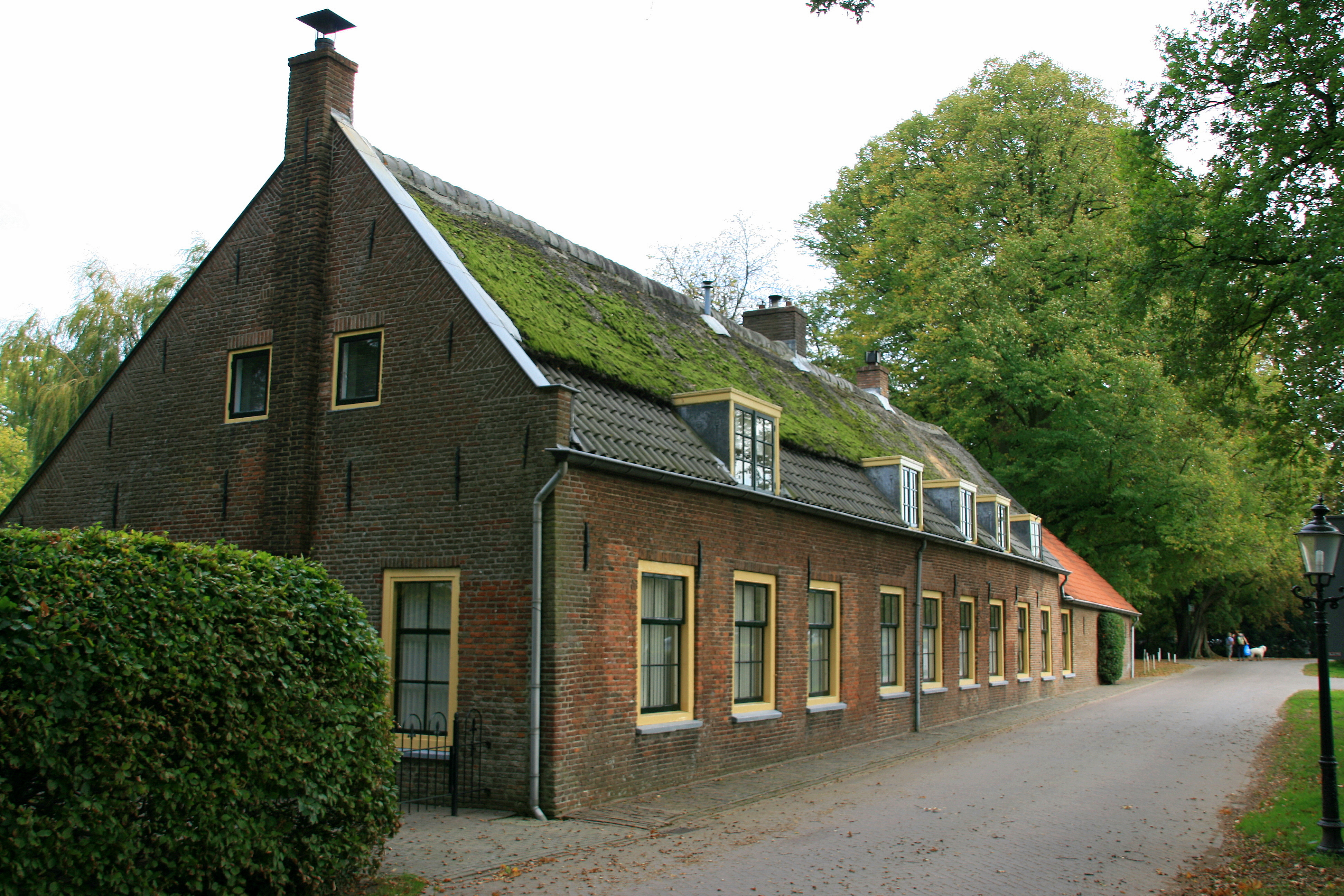
Dienstwoningen
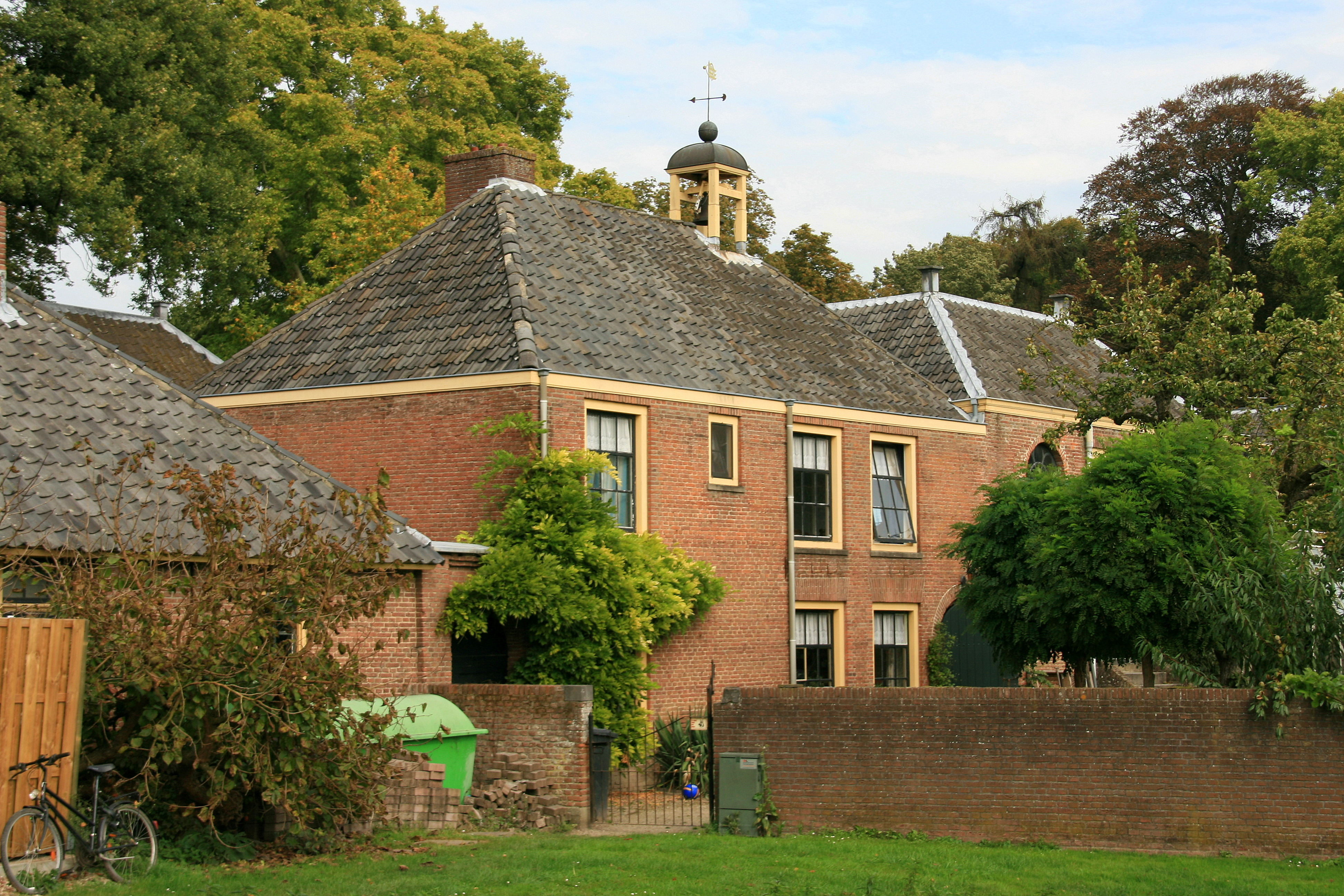
Tuinmanswoning
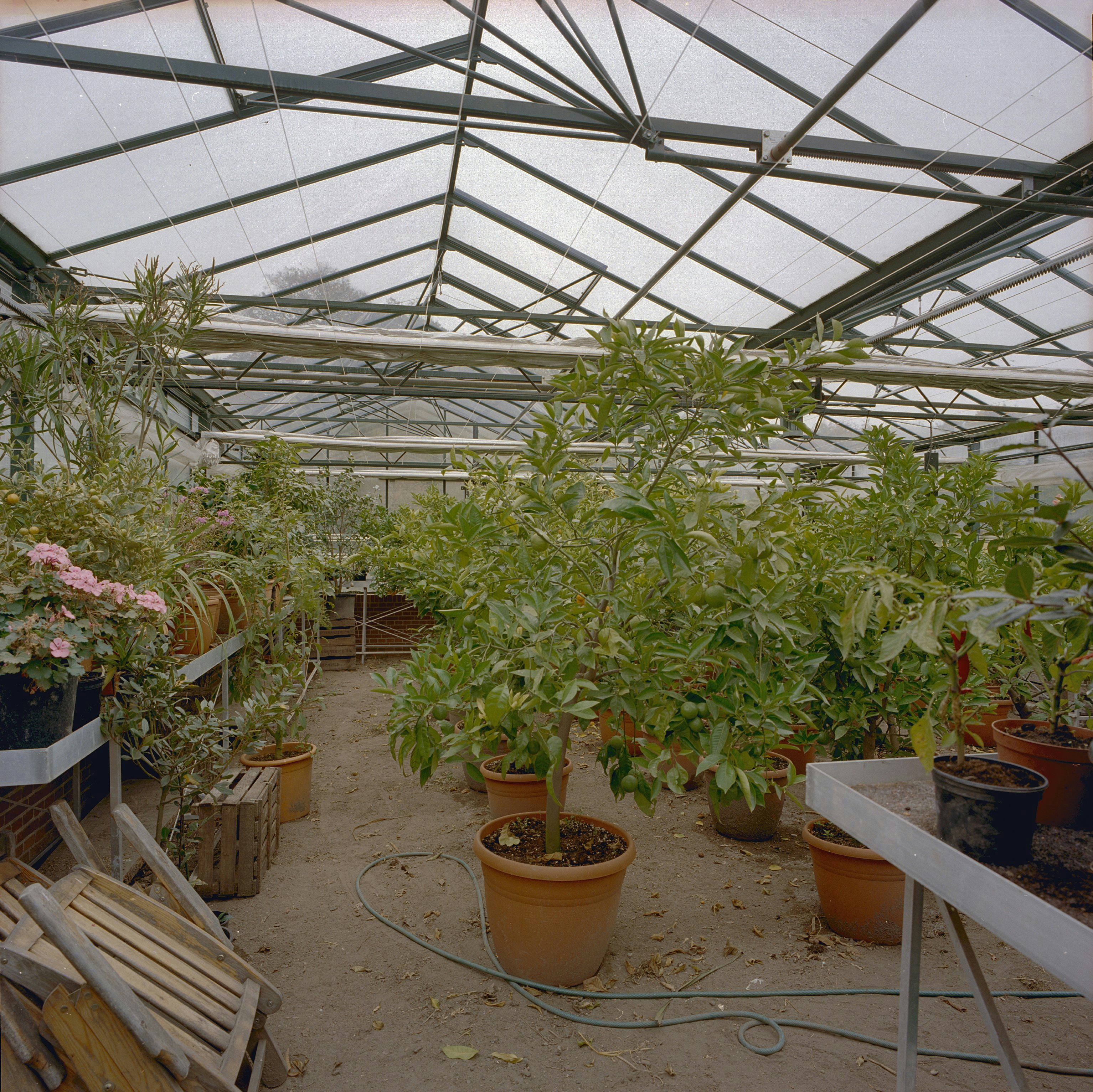
Kassen
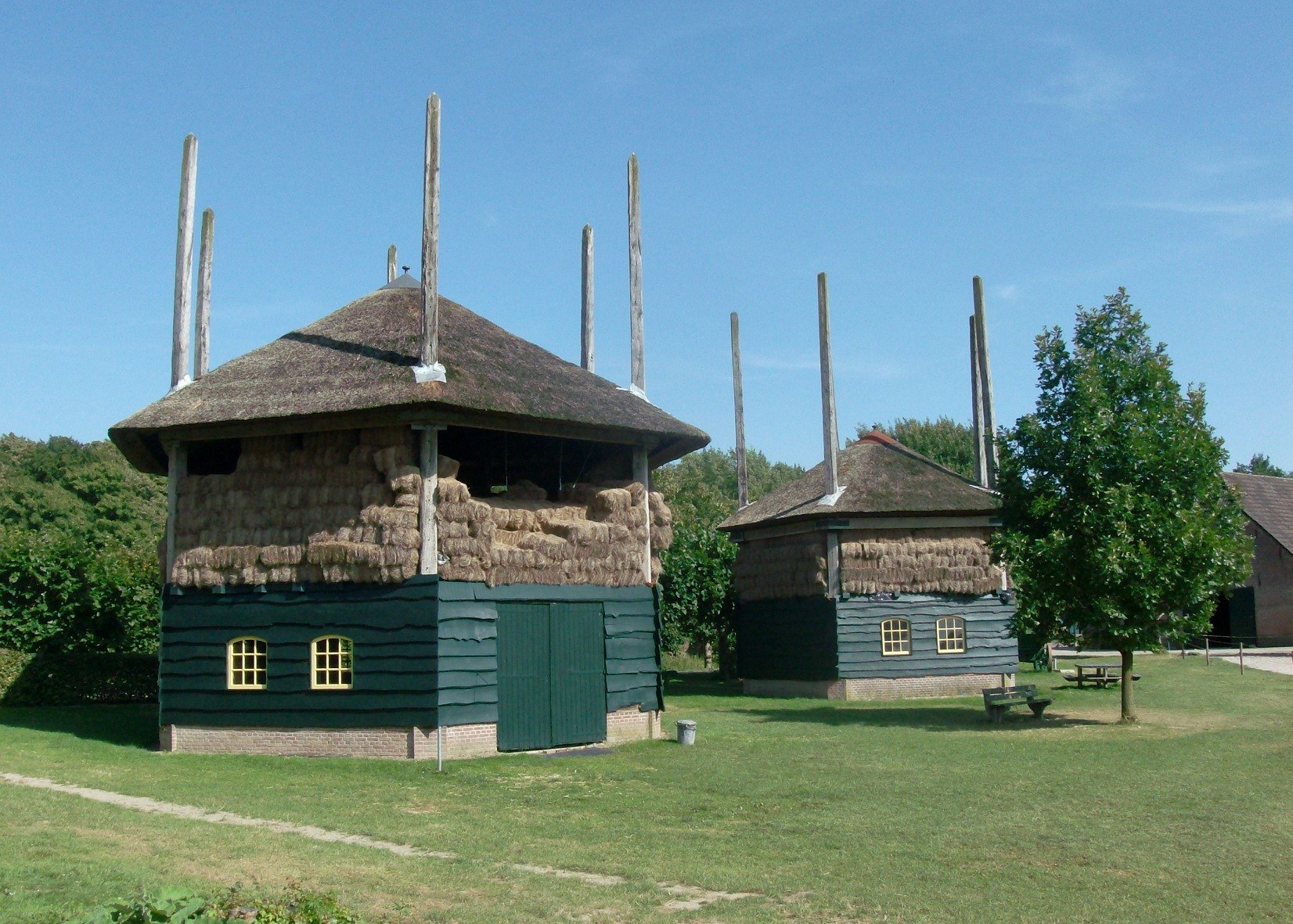
Hooibergen
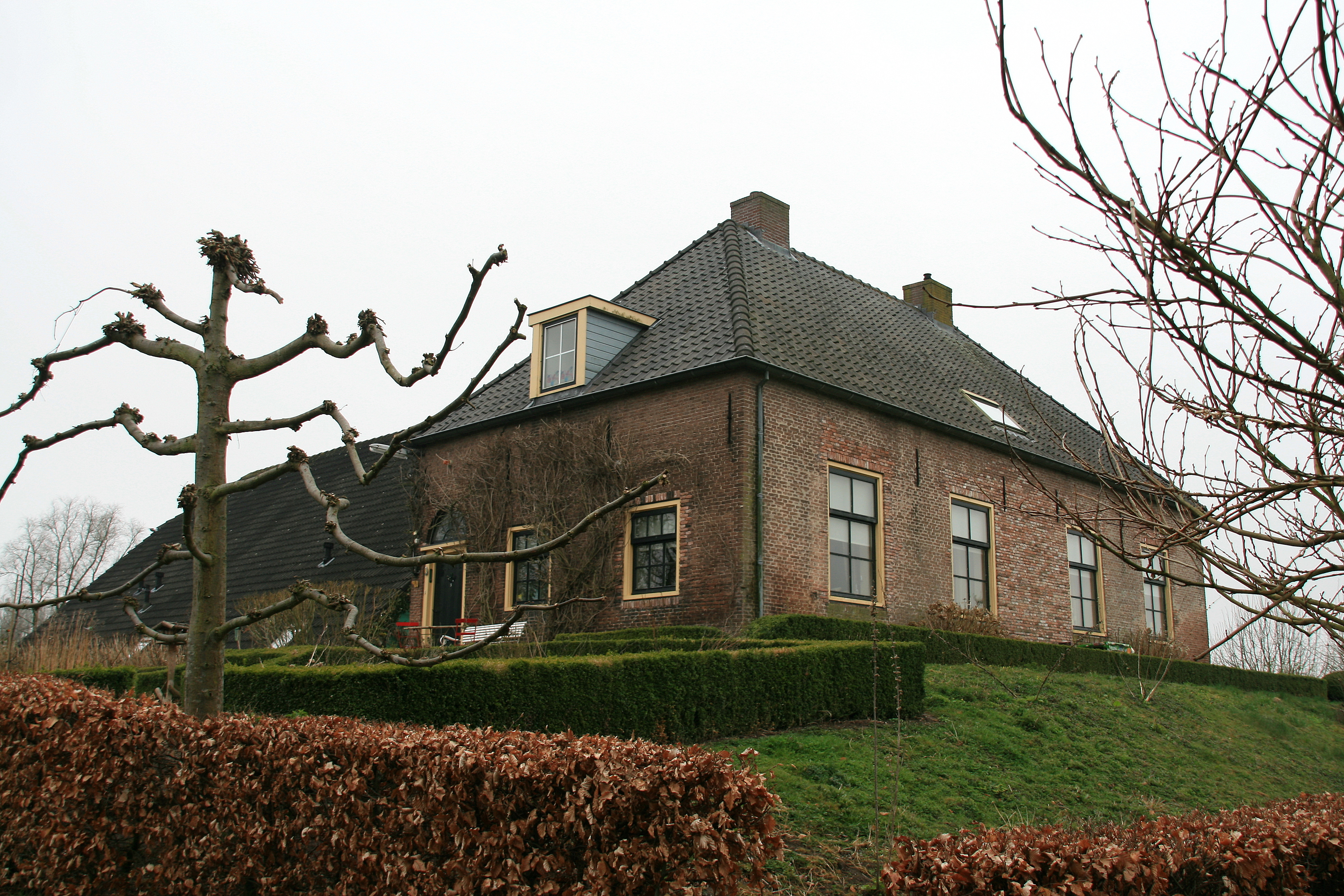
Boerderij De Neust
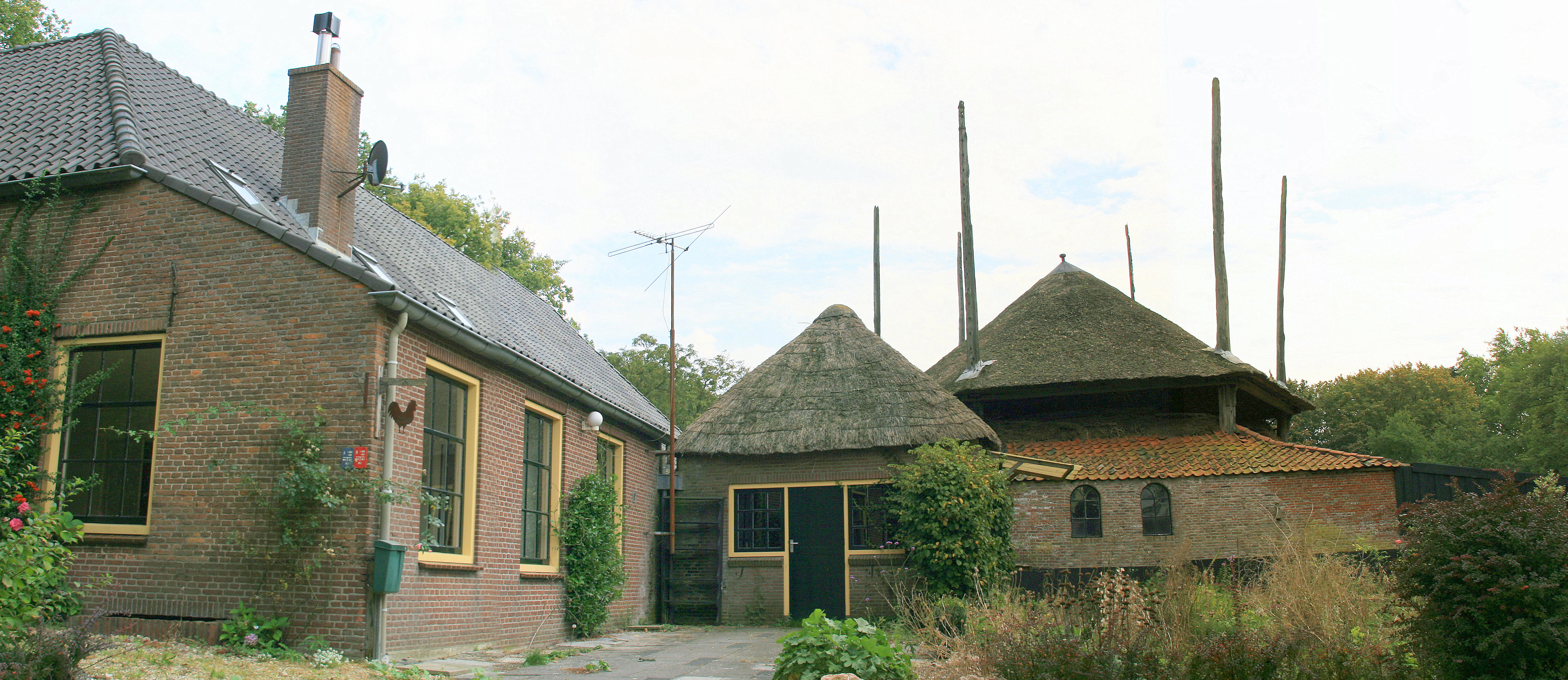
Boerderij De Hoge Spijk